# Lijst van misdrijven
Deze pagina bevat een lijst van mogelijke misdrijven.

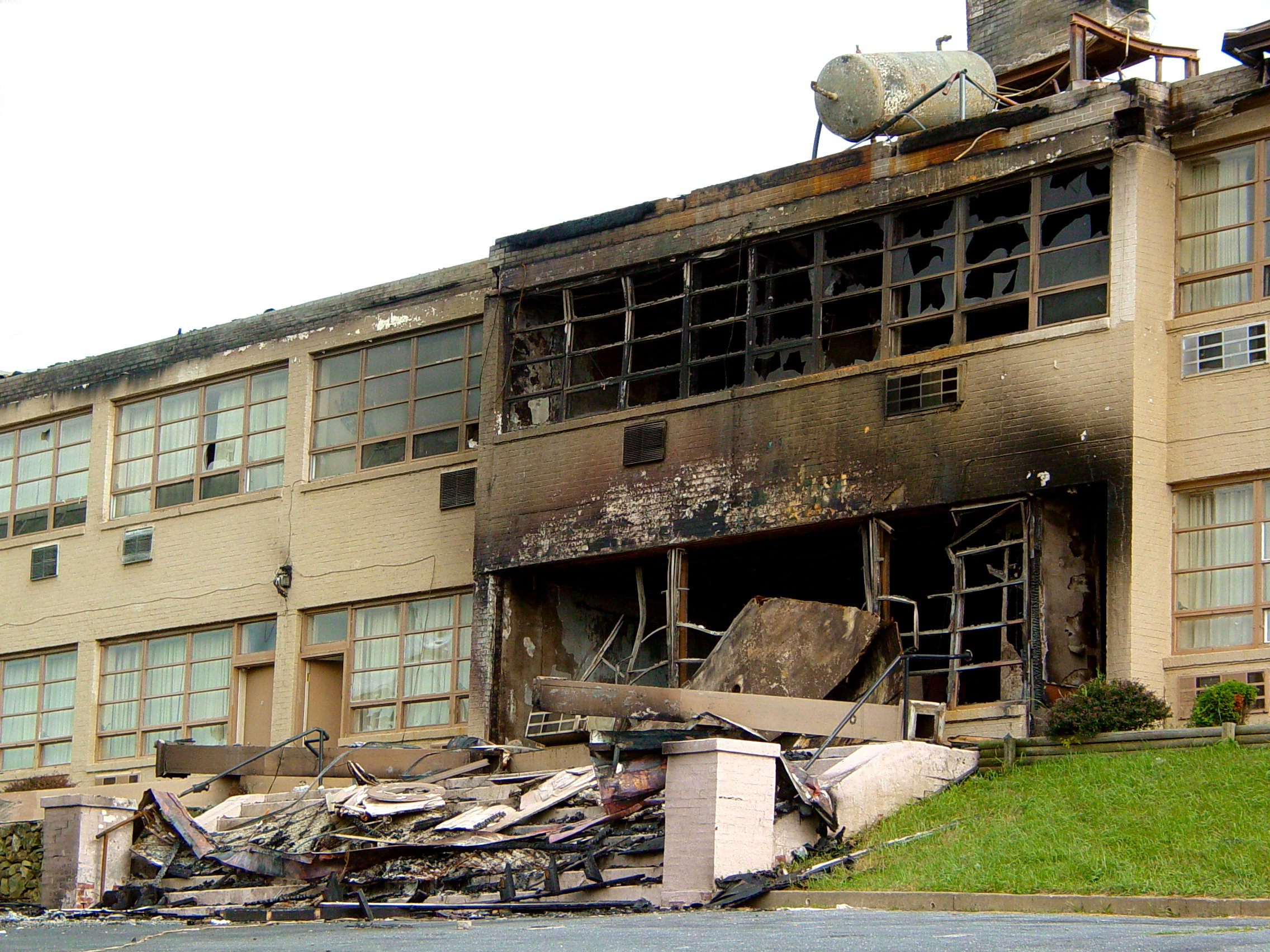
Brandstichting

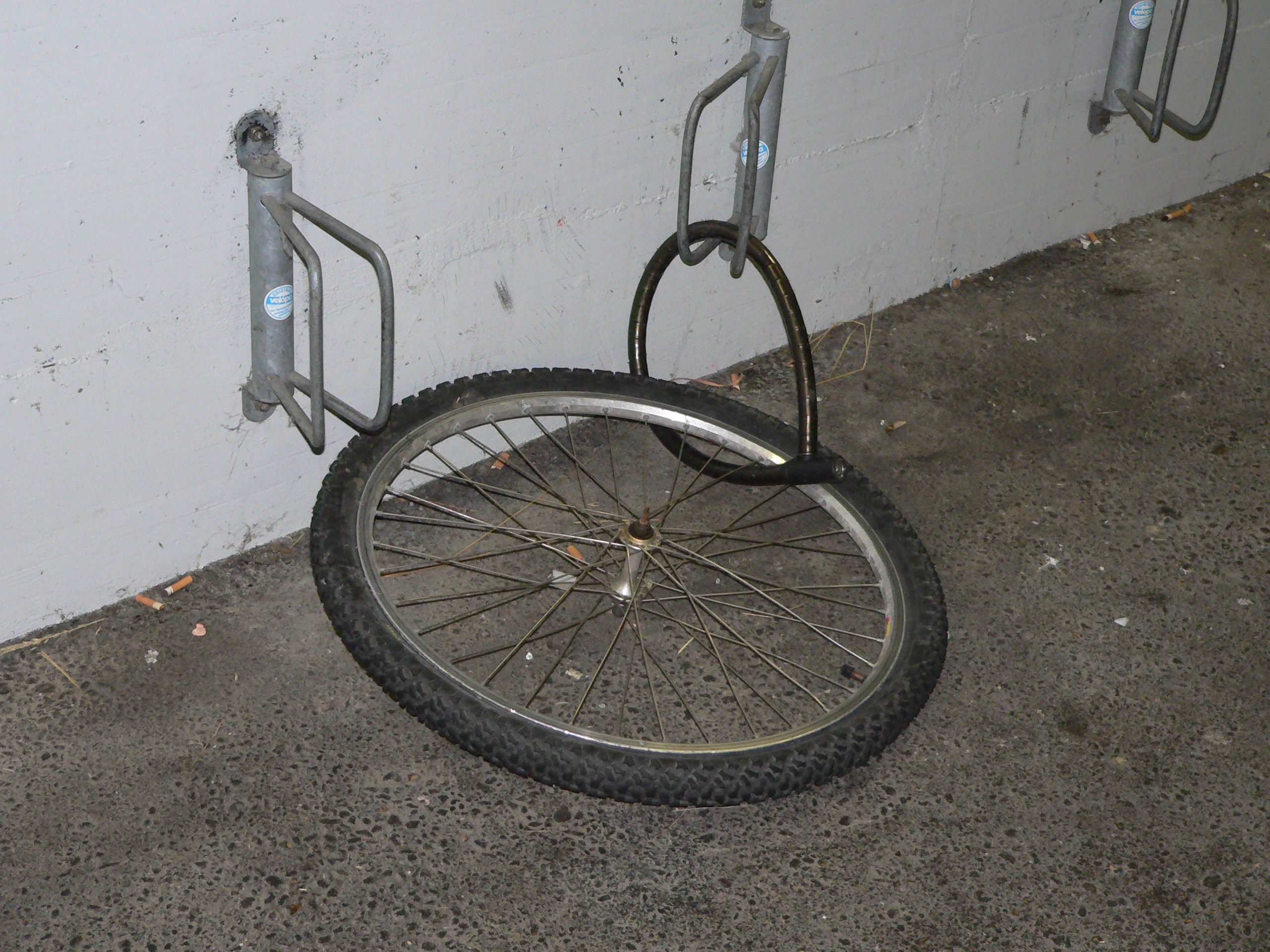
Diefstal van een fiets

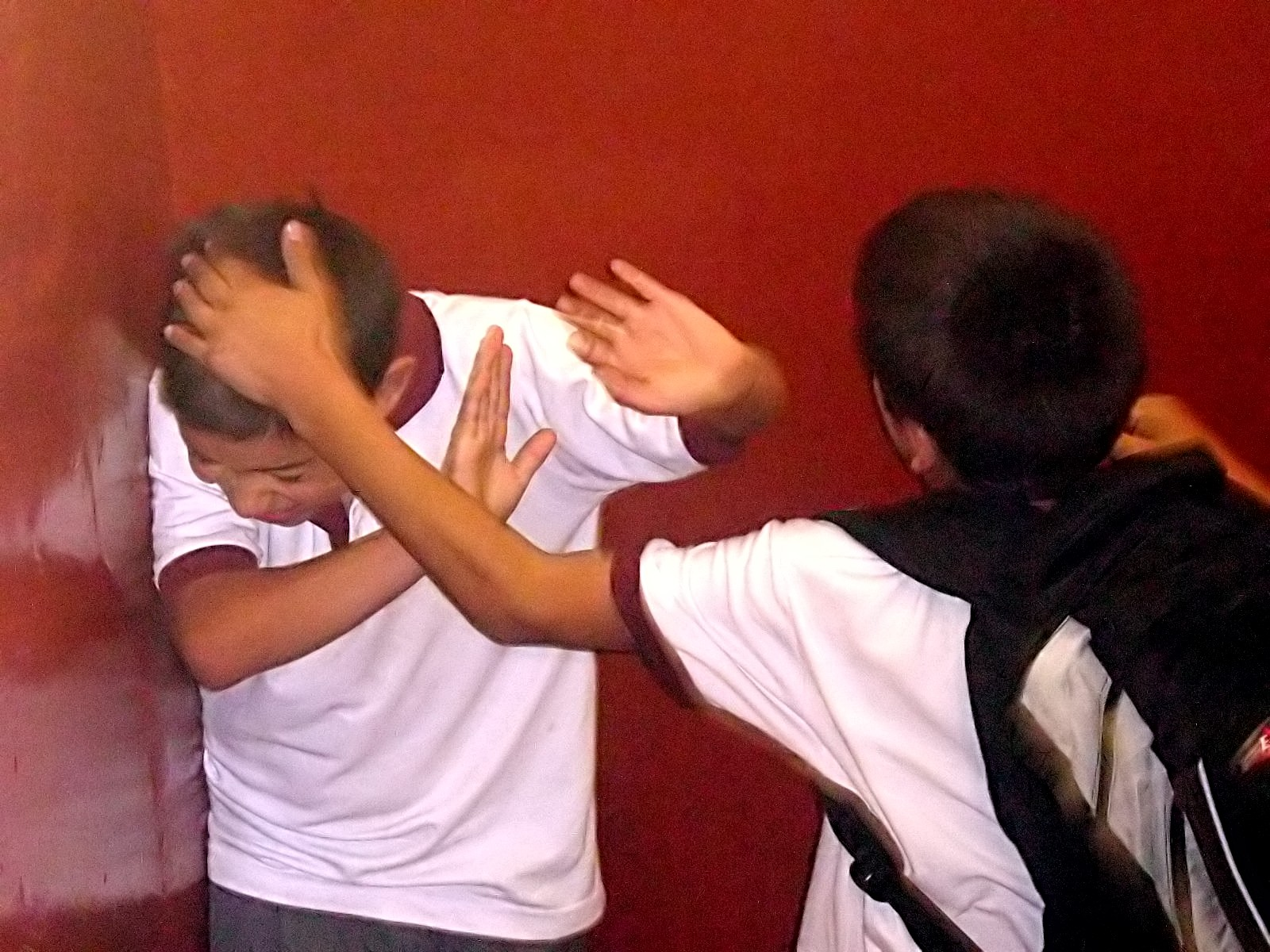
Pesten/intimidatie

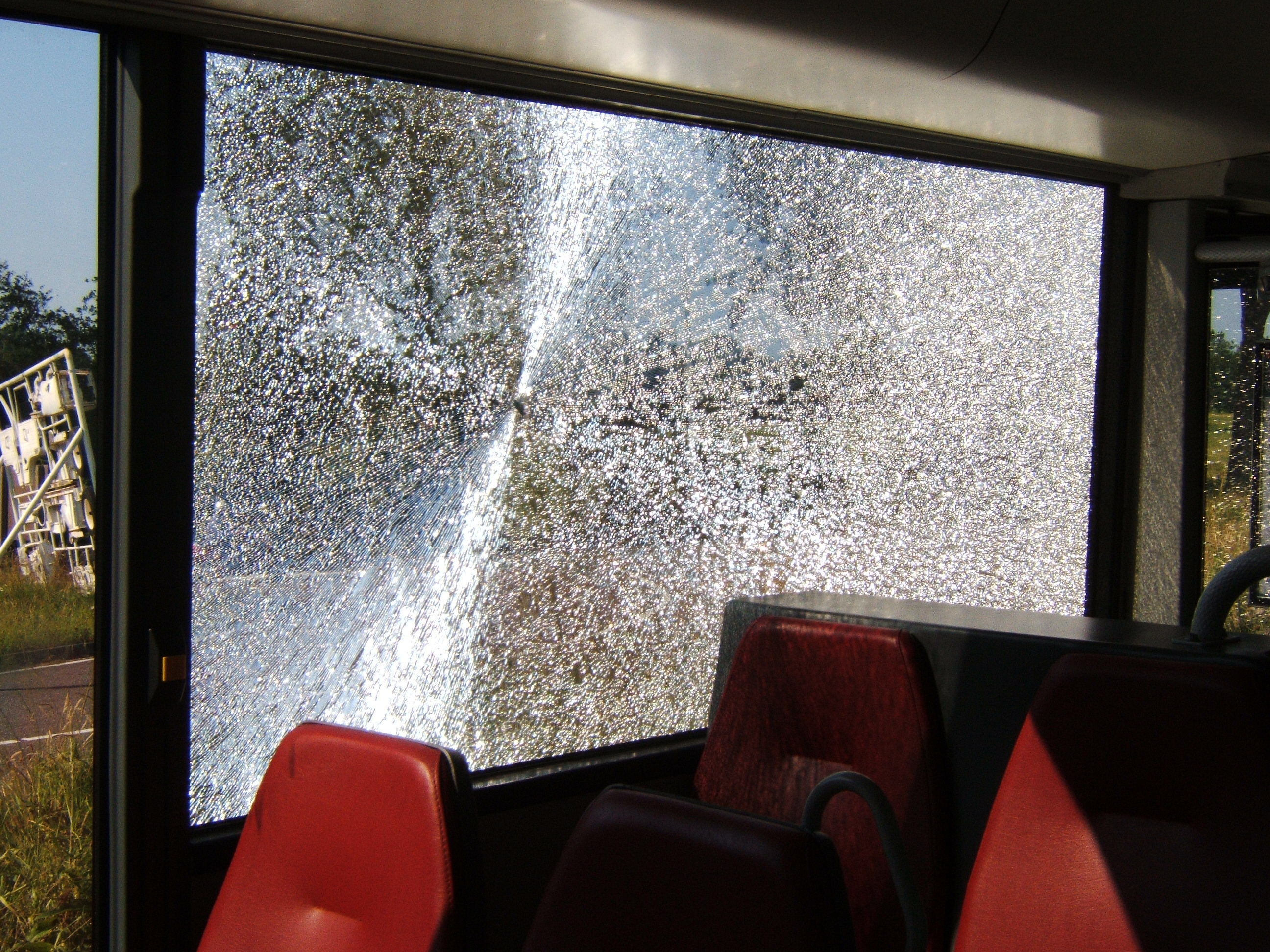
Vernielingen/vandalisme

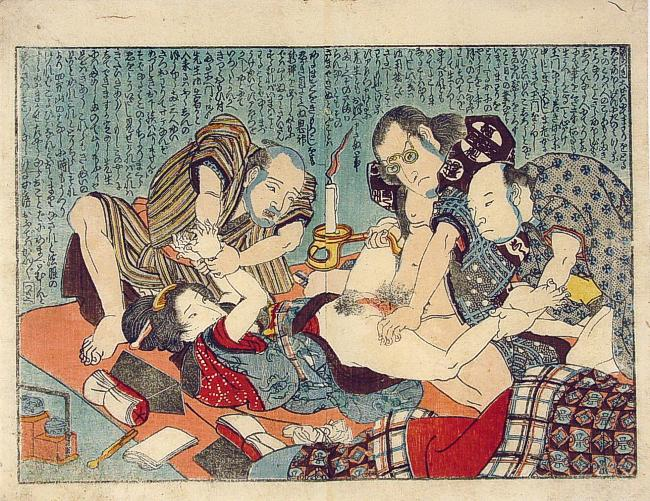
Verkrachting

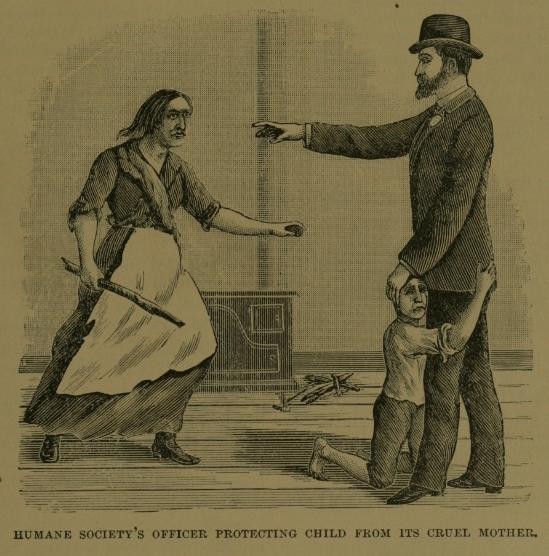
Kindermishandeling

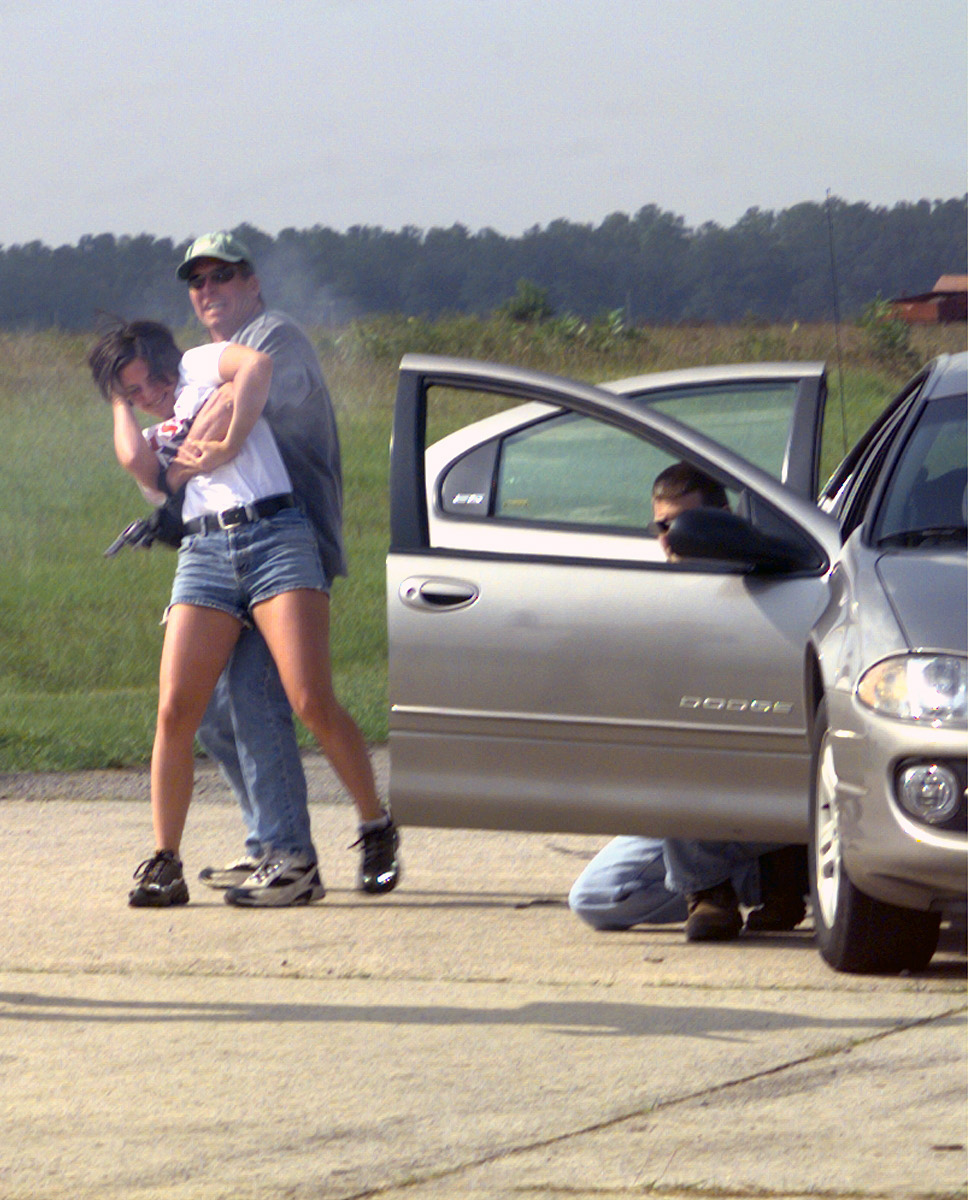
Gijzeling

## A
- Aanranding
- Aanslag op bevriend staatshoofd
- Aanslag op de echtgenoot van de Koning
- Aanslag op internationaal beschermd persoon
- Aanslag tegen de koning
- Aanslag tegen regeringsvorm
- Aanslag tegen het Rijk
- Afdreiging
- Afpersing
- Auteursrechtinbreuk

## B
- Bedreiging
- Bedrieglijke bankbreuk
- Belaging
- Belastingfraude
- Belediging
- Bigamie
- Brandstichting

## C
- Computervredebreuk

## D
- Diefstal
- Doodslag
- Dood door schuld
- Drugshandel

## E
- Eenvoudige bankbreuk

## F
- Feitelijke aanranding van de eerbaarheid
- Fraude

## G
- Genocide
- Gijzeling
- Grafroof
- Grafschennis
- Groepsbelediging

## H
- Heling
- Hulp bij zelfdoding

## I
- Identiteitsfraude
- Inbraak
- Insubordinatie
- Internetfraude

## J
- Joyriding

## K
- Knevelarij
- Kraken

## L
- Laster

## M
- Majesteitsschennis
- Mensenhandel
- Mishandeling
- Misdrijf tegen de menselijkheid
- Moord

## O
- Oneerlijke mededinging
- Ontvoering
- Oorlogsmisdrijf
- Openlijke geweldpleging
- Oplichting
- Opzetheling

## P
- Piraterij
- Plundering
- Privacy-inbreuk

## R
- Rijden onder invloed

## S
- Schaking
- Schuldheling
- Schuldwitwassen
- Seksueel misbruik
- Skimmen
- Smaad
- Spionage
- Stroperij

## T
- Terrorisme

## U
- Uitkeringsfraude

## V
- Valsheid in geschrifte
- Valsmunterij
- Verduistering
- Verduistering van staat
- Verkiezingsfraude
- Verkrachting
- Verlaten plaats na verkeersongeval
- Vernielingen

## W
- Wederspannigheid
- Witwassen